# سنگ‌نگاره تنگل استاد
سنگ نگاره تنگل استاد مربوط به دوران پیش از تاریخ ایران باستان - دوران‌های تاریخی پس از اسلام است و در شهرستان سربیشه، روستای چنشت واقع شده و این اثر در تاریخ ۲ آبان ۱۳۸۲ با شمارهٔ ثبت ۱۰۴۸۳ به‌عنوان یکی از آثار ملی ایران به ثبت رسیده است.